# Dawana
Dawana, född 12 november 2013, är en fransk varmblodig travhäst. Hon tränades av sin ägare Philippe Allaire och kördes av Gabriele Gelormini.
Dawana började tävla 2015 och segrade i tre av fyra starter under sin första säsong på tävlingsbanan. Hon sprang under sin karriär in 701 100 euro på 30 starter varav 9 segrar, 6 andraplatser och 5 tredjeplats. Hon tog karriärens största segrar i Prix Uranie (2016), Prix Guy Deloison (2016) och Prix Ozo (2016).
Hon har även segrat i Prix de Berlin (2016) och Prix Henri Cravoisier (2016) samt kommit på andraplats i Prix Albert-Viel (2016), Prix Gaston de Wazières (2016), Prix Henri Ballière (2017), Prix du Président de la République (2017) och på tredjeplats i Prix Masina (2016), Prix Reine du Corta (2016), Prix Annick Dreux (2016), Critérium des 3 ans (2016), Prix de Geneve (2017) samt på fjärdeplats i Grosser Preis von Deutschland (2017).